# Данилов, Анатолий Васильевич
Анатолий Васильевич Данилов (род. 7 октября 1954, Тоганаши) — советский и российский учёный и художник; педагог, кандидат педагогических наук (1997), профессор (2012).
Автор более 40 публикаций, в том числе 8 учебно-методических пособий по теории и методике обучения изобразительному искусству. Член Союза художников России (1990) и Объединения независимых художников Республики Абхазия «Апсны-арт» (2014).

## Биография
Родился 7 октября 1954 в деревне Тоганаши Красночетайского района Чувашской АССР.

### Образование
В 1980 году окончил художественно-графический факультет Чувашского государственного педагогического института (ныне Чувашский государственный педагогический университет имени И. Я. Яковлева). Стажировался в 1977 году и выполнил дипломную работу в 1980 году в Эгерском педагогическом институте (Венгрия) по кафедре рисунка на тему: «Пейзажи города Эгер и его окрестностей». В 1985—1989 годах учился в аспирантуре Московского государственного педагогического института на кафедре живописи. Защитил диссертацию на соискание учёной степени кандидата педагогических наук на тему «Проблема взаимосвязи обучения, воспитания и развития творческих способностей студентов 1-2 курсов художественно-графических факультетов педвузов на занятиях по живописи».

### Деятельность
С 1980 года занимается педагогической деятельностью в Чувашском государственном педагогическом университете им. И. Я. Яковлева: преподаватель, старший преподаватель, доцент (1999); в 2003—2013 годах — декан художественно-графического факультета, с 2012 года — профессор кафедры живописи, с 2013 года — профессор кафедры декоративно-прикладного искусства и методики преподавания изобразительного искусства, с 2015 года — профессор кафедры декоративно-прикладного искусства и методики его преподавания.
Одновременно Анатолий Васильевич занимается живописью. Является участником международных, всероссийских, зональных и республиканских художественных выставок. За 40 лет творческой деятельности, начиная с 1978 года, им организовано более 40 персональных выставок в Чувашии, Татарстане и Марий Эл, а также за рубежом — во Франции, Германии и Венгрии. Он создал более 3500 работ, которые находятся в музеях, частных собраниях России и за рубежом: в Абхазии, Бельгии, Болгарии, Венгрии, Голландии, Италии, США, Турции, Финляндии и Франции.
По его инициативе в 2000 году была открыта Красночетайская художественная галерея, он является автором герба (1995) и флага (2000) Красночетайского района Чувашской Республики. В 2001 году А. В. Даниловым была организована творческая группа художников «Сурский утёс», в которую вошли педагоги художественно-графического факультета Чувашского педагогического университета — Н. Г. Егоров, М. Г. Григорян, В. Н. Пономарёва, В. Я. Медведев, К. А. Долгашёв, Ю. Н. Романов, Г. В. Козлов, В. В. Загретдинов и В. Н. Семёнов. В летние месяцы творческая группа ежегодно выезжает в Красночетайский район, многие пейзажи, написанные участниками этой группы подарены Красночетайской художественной галерее.

## Награды
- «Отличник народного просвещения» (1996)
- Заслуженный художник Чувашской Республики (2000)
- Почётный гражданин Красночетайского района (2000)
- «Заслуженный работник высшей школы Российской Федерации» (2011)
- Почетная грамота Чувашской Республики (1 апреля 2022) — за вклад в развитие изобразительного искусства и плодотворную научно-педагогическую деятельность
- Медаль ордена «За заслуги перед Чувашской Республикой» (2 октября 2024)— за большие заслуги в области изобразительного искусства и многолетнюю плодотворную творческую деятельность